# Pelecopsis varians
Pelecopsis varians är en spindelart som först beskrevs av Holm 1962.  Pelecopsis varians ingår i släktet Pelecopsis och familjen täckvävarspindlar. Inga underarter finns listade i Catalogue of Life.